# Ngwaketse
Ngwaketse é um subdistrito de Botswana localizado no Distrito do Sul que contava com uma população estimada de 129 247 habitantes em 2011. Há no subdistrito duas cidades, Kanye e Moshupa, e 30 vilas.